# Santa Giusta (Sardaigne)
Pour les articles homonymes, voir Santa Giusta.
Santa Giusta (en sarde: Santa Justa) est une commune italienne de la province d'Oristano dans la région Sardaigne en Italie.

## Géographie
Santa Giusta se trouve à 90 km au nord-ouest de Cagliari et à 3 km au sud-est d'Oristano.

### Hameaux
Cirras, Corte Baccas

### Communes limitrophes
Ales, Arborea, Marrubiu, Morgongiori, Oristano, Palmas Arborea, Pau

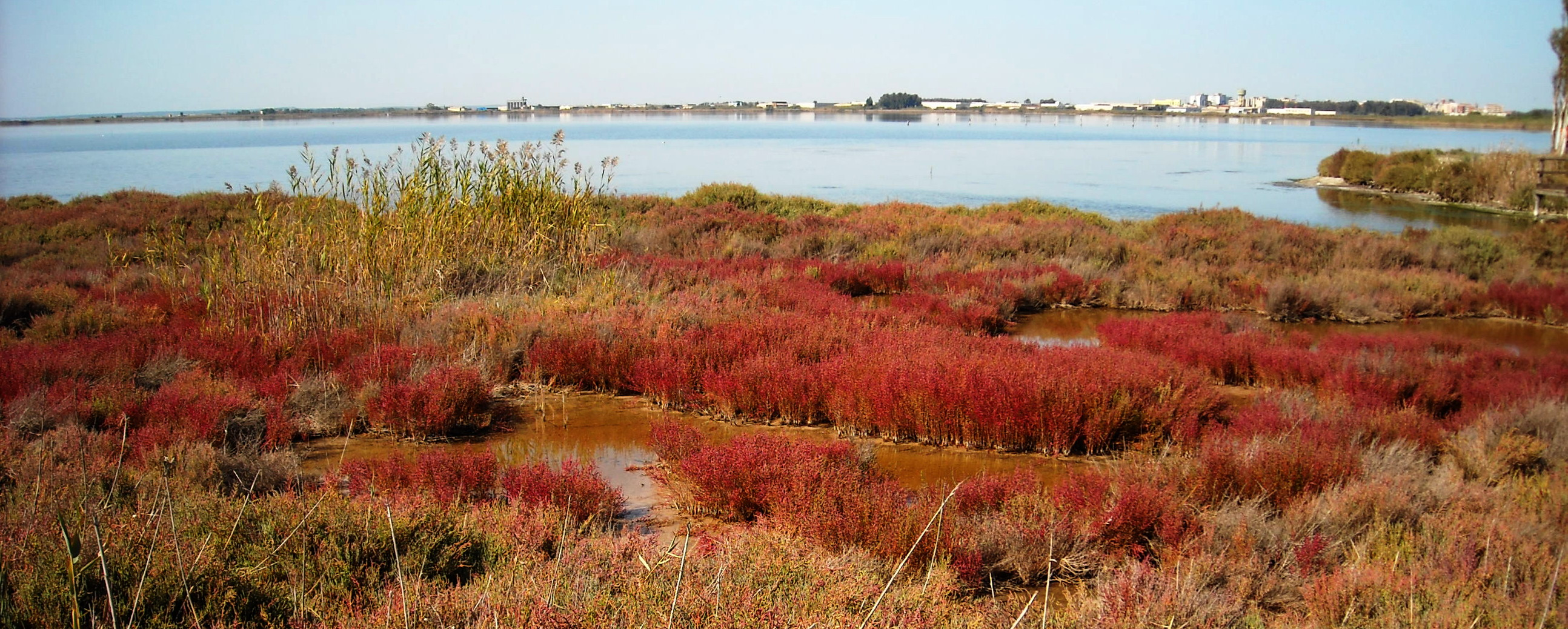
L'étang de Santa Giusta.

## Histoire
Ville fondée par les Phéniciens sous le nom d'Othoca.

## Administration
| Période | Période  | Identité    | Étiquette     | Qualité |
| ------- | -------- | ----------- | ------------- | ------- |
| 2020    | En cours | Andrea Casu | liste civique |         |

## Personnalités célèbres
- Salvatore Garau, peintre